# Sam Long
Sam Long (Boulder, 23 de diciembre de 1995) es un deportista estadounidense que compite en triatlón. Ganó una medalla de plata en el Campeonato Mundial de Ironman 70.3 de 2021.

## Palmarés internacional
| Campeonato Mundial | Campeonato Mundial          | Campeonato Mundial | Campeonato Mundial |
| Año                | Lugar                       | Medalla            | Prueba             |
| ------------------ | --------------------------- | ------------------ | ------------------ |
| 2021               | St. George (Estados Unidos) | Medalla de plata   | Individual         |